# Aki Nawa
Aki Nawa (名和秋, Nawa Aki) (15 novembre 1979) è una giocatrice di bowling giapponese.
È membro della Japan Professional Bowling Association con il n. di licenza 365. Anche se usa la mano destra quando gioca a bowling, scrive e utilizza le bacchette con quella sinistra. Tra il 2010 e il 2012 è stata afflitta da una lesione del gomito destro.

## Ranking
- 2003 - Campionati nazionali del Giappone (4º posto)
- 2004 - Ladies vs Rookies (Vincitrice)
- 2005 - Eagle Classic (8º posto)
- 2006 - Campionati nazionali del Giappone (3º posto)
- 2006 - Miyazaki Open Pro-Am (6º posto)
- 2006 - BIGBOX Higashi Yamato Cup (5º posto)
- 2006 - Tutti i doppi misti del Giappone (7º posto)
- 2006 - 38 ° Campionato Giapponese (3º posto)
- 2010 - ROUND1 Cup Ladies (10º posto)
- 2012 - Miyazaki Open Pro-Am (7º posto)

### P ★ League
- Torneo 2 - vincitrice
- Torneo 3 - 2 ° posto
- Torneo 6 - 3 ° posto
- Torneo 9 - 3 ° posto
- Torneo 13 - 2 ° posto
- Torneo 31 - 3 ° posto